# Сава Ганчев
Сава Ганчев Попов (Адмирала) е български офицер от Военноморския флот. Участник в комунистическото съпротивително движение по време на Втората световна война. Партизанин от Партизански отряд „Христо Кърпачев“.

## Биография
Сава Ганчев е роден на 8 август 1920 г. в с. Крушуна, Ловешко. След завършване на 5-и гимназиален клас в гр. Ловеч, кандидатства и е приет във Военноморското училище (Варна). Получава много добра военна подготовка и успешно завършва с офицерско звание. Служи във Военноморския флот. През 1943 г. влиза в спор с двама германски офицери и ги застрелва. Преминава в нелегалност и успява да се добере до родното си село.
Включва се в комунистическото съпротивително движение по време на Втората световна война. От 2 декември 1943 г. е партизанин от I чета на Партизански отряд „Христо Кърпачев“. Приема партизанско име Адмирала. Заедно с партизанина Моньо Минев, след предателство водят ожесточена престрелка с подразделение на IX ловна дружина в местността „Цигларницата“ край с. Крушуна. Тежко ранен се самоубива с последния си патрон на 17 февруари 1944 г.